# František Bílek
Pour les articles homonymes, voir Bílek.

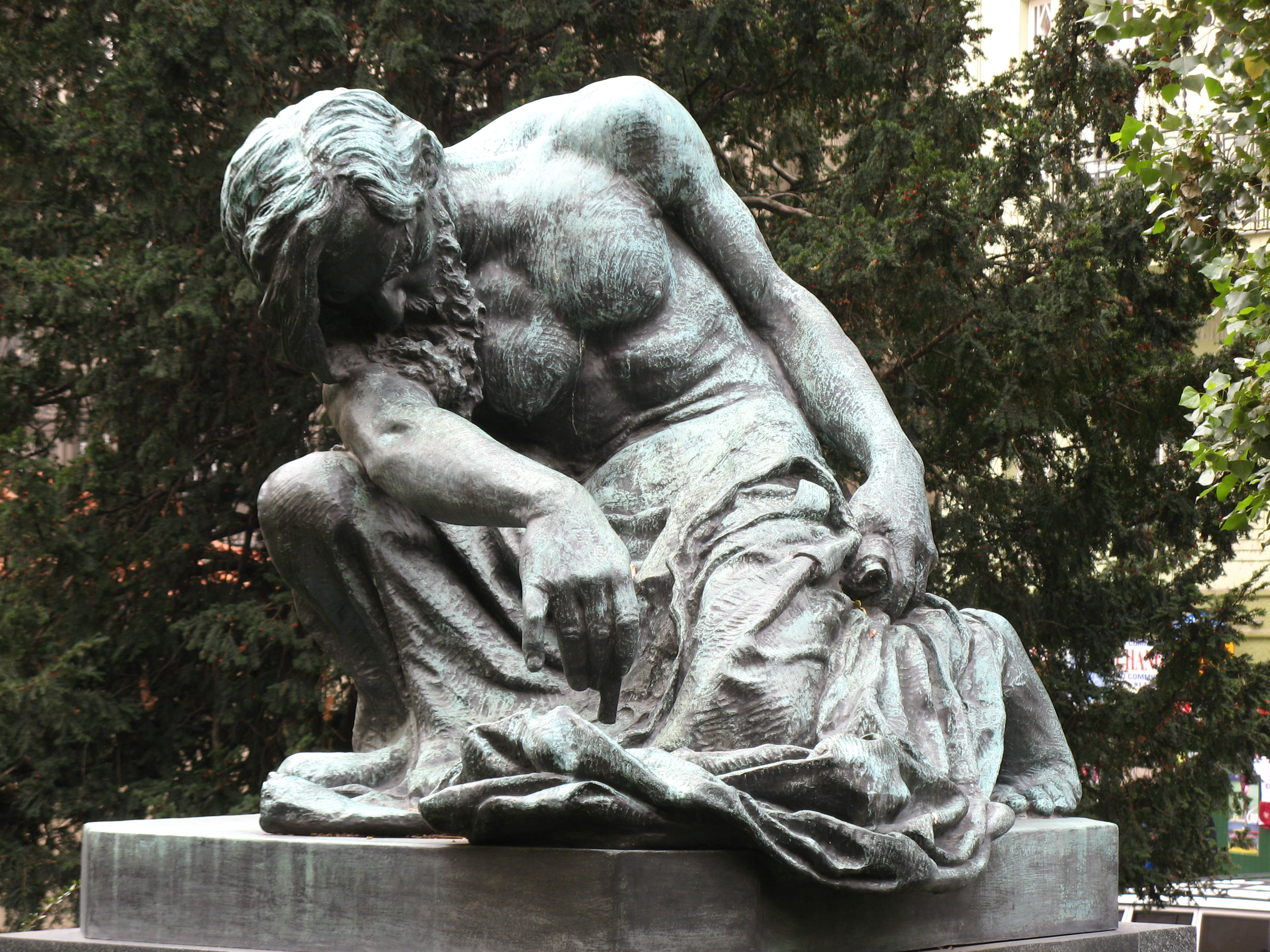
Moses (1905) in Prague

František Bílek (6 novembre 1872, Chýnov près de Tábor – 13 octobre 1941, idem) est un sculpteur et architecte tchécoslovaque du symbolisme et du Sezessionsstil.

## Biographie
Il nait à Chýnov près de Tábor où il va au lycée. Dès son enfance il montre des dons pour le dessin. De 1887 à 1890 il étudie la peinture auprès du professeur Maxmilián Pirner à l'Académie des beaux-arts de Prague (Akademie výtvarných umění), c'est là qu'on se rend compte qu'il est atteint de daltonisme. Suivant le conseil de ses professeurs, il s'oriente donc vers la sculpture et étudie auprès de Josef Maudr à l'École des arts appliqués de Prague.
Bílek obtient une bourse du mécène Vojtěch Lanna et part pour Paris où il étudie à l'Académie Colarossi avec le professeur Injalbert et noue des relations d'amitiés avec des artistes comme Alfons Mucha, Luděk Marold, Vojtěch Hynais ou Stanisław Wyspiański. C'est là qu'il crée ses premières œuvres d'inspiration religieuse, Le Golgotha - Mont des crânes et Le Labour est notre pénitence, lesquelles ne sont pas appréciées de son sponsor qui lui retire sa bourse.
Josef Václav Myslbek, le sculpteur le plus influent et le plus célèbre alors en Bohême, critique sévèrement son travail et parle de « bourse gâchée ». Vojtěch Lanna refuse d'accepter Le Golgotha en cadeau de reconnaissance.
En 1911, il édifie sa propre villa dans le quartier pragois de Hradčany en utilisant une architecture symbolique.
Il est membre du Cercle artistique Mánes de 1898 à 1912.
Avec Tavík František Šimon, qu'il avait connu à Paris, il cofonde en 1917 à Prague la « Société des peintres-graveurs tchécoslovaques Hollar » (Sdružení českých umělců grafiků Hollar : SČUG Hollar).

## Œuvres
- Golgota (1892)
- Le Labour est notre pénitence (Orba je naší viny trest)
- Madone (1901)
- Comment le Temps nous grave des rides (Jak čas nám ryje vrásky) (1902)
- projet de Monument national pour la Montagne Blanche (1908) – non réalisé
- Chagrin (Žal) (1908–1909)
- Tíseň od těla, od světa a od nebe klenby (1909)
- villa Bílek à Prague (1911)
- Mesure (Míra) (1917)
- Adam et Eve (1921)
- sculpture Jan Ámos Komenský fait ses adieux à sa patrie (1926)
- Monument de Jan Hus à Tábor (1927)
- Futurs conquérants (Budoucí dobyvatelé) (1931–1937)
- sculpture sur bois Ukřižovaný en la cathédrale Saint-Guy de Prague